# Soni Mustivar
Soni Mustivar (ur. 12 lutego 1990 w Aubervilliers) – haitański piłkarz francuskiego pochodzenia występujący na pozycji pomocnika w azerskim klubie Neftçi PFK oraz w reprezentacji Haiti.
Wychowanek Bastii. W swojej karierze grał także w takich zespołach jak Orléans oraz Petrolul Ploeszti.
Znalazł się w kadrze na Copa América 2016.